# Битлис
Битлис (на турски: Bitlis; на кюрдски: Bilîs или Bedlîs) е град в Турция, център на едноименния вилает Битлис. Разположен е на Арменското плато, недалеч от западния бряг на езерото Ван. Населението на Битлис е около 65 169 жители (2000), предимно кюрди. В миналото в града живеят и много арменци.

## История
При избухването на Балканската война в 1912 година девет души от Битлис са доброволци в Македоно-одринското опълчение.

## Личности
Родени в Битлис
- Оханес Аведисян, 35-годишен, македоно-одрински опълченец, неграмотен, 2 рота на 12 лозенградска дружина, убит при Балкан Тореси на 7 ноември 1912[2]
- Парунак Азарян, македоно-одрински опълченец, 28-годишен, ІІ отделение, 12 лозенградска дружина[3]